# The Perfect Education
The Perfect Education (完全なる飼育?, Kanzen-naru shiiku, lett. "L'educazione completa") è un film del 1999 diretto da Ben Wada.

## Trama
La studentessa Kuniko viene sequestrata mentre stava facendo jogging. Al suo risveglio, in una stanza di una pensione, il suo rapitore - Iwazono, un impiegato quarantenne - le spiega il motivo per cui l'ha rapita: egli non l'ha fatto per guadagnare denaro, desidera soltanto essere amato ed è convinto che, con il passare del tempo e il perdurare della prigionia, la ragazza finisca per innamorarsi di lui e divenire la sua compagna. L'unico pensiero di Kuniko è naturalmente quello di fuggire, ma il piano ideato da Iwazono sembra studiato alla perfezione...

## Seguiti
Sono stati girati vari seguiti:
- Perfect Education 2: 40 Days of Love (Kanzen-naru shiiku - Ai no 40-nichi), regia di Yôichi Nishiyama (2001)
- Perfect Education 3 (Jin shi pei yu, xiang gang qing ye), regia di Sam Leong (2002)
- Perfect Education 4: Secret Basement (Kanzen-naru shiiku - Himitsu no chika-shitsu), regia di Toshiyuki Mizutani (2003)
- Perfect Education 5: Amazing Story (Kanzen-naru shiiku - Onna rihatsushi no koi), regia di Masahiro Kobayashi (2003)
- Perfect Education 6 (Kanzen naru shiiku - Akai satsui), regia di Kōji Wakamatsu (2004)
- Perfect Education: Maid, for You (Kanzen-naru shiiku - Meido, for you), regia di Kenta Fukasaku (2010)
- TAP: Perfect Education (TAP 完全なる飼育, TAP Kanzen-naru shiiku), regia di Kazuki Katashima (2013)
- Perfect Education: étude (完全なる飼育 étude, Kanzen-naru shiiku - étude), regia di Takuya Kato (2020)